# Ránquil
Ránquil is een gemeente in de Chileense provincie Itata in de regio Ñuble. Ránquil telde 5.755 inwoners in 2017 en heeft een oppervlakte van 248 km².